# Alconeura orphanda
Alconeura orphanda är en insektsart som först beskrevs av Caldwell 1952.  Alconeura orphanda ingår i släktet Alconeura och familjen dvärgstritar.
Artens utbredningsområde är Puerto Rico. Inga underarter finns listade i Catalogue of Life.